# Лудвиг (Бургундия)
Вижте пояснителната страница за други личности с името Лудвиг.
Лудвиг (на френски: Louis de Bourgogne; * 1297, † 2 август 1316) от Старата бургундска династия, е от 1315 титулуван крал на латинското Солунско кралство и княз на Ахейското княжество през 1313 – 1316 г.

## Биография
Лудвиг е най-малкият син на херцог Роберт II († 1306) и Агнеса Френска, (1260 – 1327), дъщеря на френския крал Луи IX и Маргарита Прованска. По-малък брат е на Маргарета, омъжена от 1305 г. за Луи X, крал на Франция. Сестра му Жана се омъжва за Филип VI, крал на Франция, син на Шарл Валоа. Брат е на Хуго V и Одо IV (1315 – 1349).
На 31 юли 1313 г. Лудвиг се жени за княгиня Матилда от Хенегау (* 1293, † 1331), от 1301 г. наследничка на Ахейското княжество и Деспотството Морея.
Матилда и Лудвиг пристигат в Ахея по ралични пътища, тя с 1000 войници с кораб през Марсилия и Наварино, той през Венеция, където иска помощ от Република Венеция. Претенции de iure uxoris за Ахея има и Фердинанд от Майорка чрез съпругата си Изабела от Сабран. На 5 юли 1316 г. Лудвиг побеждава Фердинанд в битката при Манолада. След четири седмици Лудвиг умира от висока температура. Несигурното княжество Ахея остава на брат му Одо IV, съпругата му Матилда от Хенегау и на Ангевините като претенденти.